# Конобеєво (Гагарінський район)
Конобеєво (рос. Конобеево) — присілок Гагарінського району Смоленської області Росії. Входить до складу Самуйловського сільського поселення.
Населення — 2 особи. 